# Rhododendron loerzingii
Rhododendron loerzingii är en ljungväxtart som beskrevs av J. J. Smith apud Koorders och Valeton. Rhododendron loerzingii ingår i släktet rododendron, och familjen ljungväxter. Inga underarter finns listade i Catalogue of Life.